# Ardon, Loiret
Ardon är en kommun i departementet Loiret i regionen Centre-Val de Loire strax norr Frankrikes mitt. Kommunen ligger i kantonen La Ferté-Saint-Aubin som tillhör arrondissementet Orléans. År 2022 hade Ardon 1 201 invånare.

## Befolkningsutveckling
Antalet invånare i kommunen Ardon
| Referens: INSEE |